# 刘际琛
刘际琛（1948年—），河北昌黎人，汉族，中华人民共和国政治人物、第十一届全国人民代表大会解放军代表。
毕业于第二炮兵指挥学院军事指挥专业，是中共党员。担任第二炮兵60基地原副司令员。2008年起担任全国人大代表。